# Pedregal Grande
Pedregal Grande es una villa peruana ubicada en el distrito de Catacaos, perteneciente a la provincia y departamento de Piura, al norte del Perú. 

## Ubicación
Pedregal Grande se ubica al oeste de la provincia de Piura, en el distrito de Catacaos, en el departamento de Piura.

## Demografía
En 2017 Pedregal Grande tenía una población de 3488 habitantes.
| Gráfica de evolución demográfica de Pedregal Grande entre 1993 y 2017 |
|                                                                       |
| Fuentes: Población 1993 y 2017                                        |